# Miro de Tasmanie
Melanodryas vittata
Espèce
Statut de conservation UICN

 VU  : Vulnérable
Le Miro de Tasmanie (Melanodryas vittata) est une espèce de passereaux de la famille des Petroicidae originaire de Tasmanie. C'est un oiseau au plumage brun vivant dans les bois.

## Taxonomie
Le Miro de Tasmanie a été décrit par les naturalistes français Jean René Constant Quoy et Joseph Paul Gaimard en 1830 et a été connu pendant de nombreuses années sous le nom de Petroica vittata avant d'être mis dans son genre actuel Melanodryas. On en connait deux sous-espèces, l'une sur la partie continentale de la Tasmanie et l'autre sur l'île King.
Les Petroicidae ont été classés pendant un certain temps dans la famille des Muscicapidae (gobes-mouches) ou des Pachycephalidae, avant d'être placés dans leur propre famille. Les études d'hybridation de l'ADN de Sibley et d'Ahlquist l'ont placé dans l'ordre des Corvida comprenant de nombreux passereaux tropicaux et d'Australie, comme les pardalotes, les mérions, les méliphages et les corbeaux. Toutefois, les recherches moléculaires (et le consensus actuel) les place dans une ramification très précoce des Passerida.

## Description
Il mesure de 16 à 17 cm de longueur et n'a pas les couleurs vives des autres Petroicidae. Le mâle et la femelle sont semblables en apparence, avec des parties supérieures grises ou brun-olive, une étroite bande blanche sur l'épaule et une tache blanche sur l'aile. La gorge est blanche et le ventre beige. Les plumes de la queue sont brunes bordées de blanc. Le bec est noir, les yeux et les pattes brun foncé.

## Distribution et habitat
Il est endémique en Tasmanie, où il est largement répandu. Son habitat préféré est les forêts claires d'eucalyptus et les landes côtières